# 圆叶澳杨
圆叶澳杨（学名：Homalanthus fastuosus）为大戟科澳杨属下的一个种。